# Afrorthocerus
Afrorthocerus is een geslacht van kevers uit de familie somberkevers (Zopheridae).

## Soorten
Deze lijst is mogelijk niet compleet.
- A. endroedyi
- A. interruptus
- A. raffrayi
- A. spinicollis
- A. thoracicus